# Sally Kellerman
Sally Kellerman (anglès: Sally Clare Kellerman)  (Long Beach, 2 de juny de 1937 - Woodland Hills, 24 de febrer de 2022) va ser una actriu estatunidenca.

## Biografia
Kellerman va anar a l'escola Hollywood High School i va realitzar els seus estudis superiors a Los Angeles City College. Més tard, va estudiar actuació en The Actors Studio a Nova York. A l'edat de 19 anys, va aconseguir un contracte com a cantant amb el segell Verve Records.
Kellerman va debutar en la pel·lícula dramàtica Reform School Girl de l'any 1957. En la comèdia M*A*S*H (1970) va interpretar el paper de Major Margaret O'Houlihan. Gràcies a aquest paper, va ser nominada a l'Oscar i al Globus d'Or. Finalment, aconseguiria el Laurel d'Or i el Kansas City Film Critics Circle Award.
Kellerman va aconseguir un paper protagonista en la comèdia Brewster McCloud (1970). I en el drama Jeanies Click (1980) va interpretar Mary, la mare de Jeanie, interpretat per Jodie Foster. En la comèdia It Rained All Night the Day I Left (1980) va treballar al costat de Tony Curtis, treball pel qual va aconseguir el 1980 una nominació al Genie Award. Pel seu paper en la comèdia Prêt-à-Porter (1994), va obtenir juntament amb la resta del repartiment el National Board of Review Award.
Kellerman va estar casada entre 1970 i 1975 amb el guionista Rick Edelstein, amb qui va adoptar una filla.
El 1980, es va casar amb el productor de cinema Jonathan D. Krane, amb qui va tenir dos fills bessons.

## Filmografia
Filmografia:

### Cinema
| Any  | Títol                                    | Paper                                | Notes |
| ---- | ---------------------------------------- | ------------------------------------ | --- |
| 1957 | Reform School Girl                       | Marcia                               | |
| 1962 | Hands of a Stranger                      | Sue                                  | |
| 1965 | El tercer dia                            | Holly Mitchell                       | |
| 1968 | The Boston Strangler                     | Dianne Cluney                        | |
| 1969 | The April Fools                          | Phyllis Brubaker                     | |
| 1970 | M*A*S*H                                  | Major Margaret "Hot Lips" O'Houlihan | Premi Kansas City Film Critics Circle a la millor actriu secundària Premi Laurel a la millor actriu còmica Nominada − Oscar a la millor actriu secundària Nominada − Globus d'Or a la millor actriu secundària |
| 1970 | Brewster McCloud                         | Louise                               | |
| 1972 | Last of the Red Hot Lovers               | Elaine                               | |
| 1973 | A Reflection of Fear                     | Anne                                 | |
| 1973 | Slither                                  | Kitty Kopetzky                       | |
| 1973 | Horitzons perduts                        | Sally Hughes                         | |
| 1975 | Rafferty and the Gold Dust Twins         | Mackinley Beachwood                  | |
| 1976 | The Big Bus                              | Sybil Crane                          | |
| 1976 | Welcome to L.A.                          | Ann Goode                            | |
| 1977 | The Mouse and His Child                  | The Seal (veu)                       | |
| 1979 | Una petita història d'amor               | Kay King                             | |
| 1980 | Dies d'adolescència                      | Mary                                 | |
| 1980 | It Rained All Night the Day I Left       | El coronel                           | Nominada − Genie Award a la millor actuació d'una actriu estrangera |
| 1980 | Serial                                   | Martha                               | |
| 1980 | Loving Couples                           | Mrs. Liggett                         | |
| 1980 | Head On                                  | Michelle Keys                        | |
| 1985 | Moving Violations                        | Jutge Nedra Henderson                | |
| 1985 | Sesame Street Presents: Follow that Bird | Miss Finch (veu)                     | |
| 1985 | KGB: The Secret War                      | Fran Simpson                         | |
| 1986 | Back to School                           | Dr. Diane Turner                     | |
| 1986 | Així és la vida                          | Holly Parrish                        | |
| 1986 | Meatballs III: Summer Job                | Roxy Dujour                          | |
| 1987 | Three for the Road                       | Blanche Kitteridge                   | |
| 1987 | Someone to Love                          | Edith Helm                           | |
| 1988 | You Can't Hurry Love                     | Kelly Bones                          | |
| 1988 | Paramedics                               | Dispatcher (veu)                     | |
| 1989 | The Secret of the Ice Cave               | Dr. Valerie Ostrow                   | |
| 1989 | All's Fair                               | Florence                             | |
| 1989 | Limit Up                                 | Cantant de Nightclub                 | |
| 1990 | Happily Ever After                       | Sunburn (veu)                        | |
| 1993 | Doppelganger                             | Germana Jan                          | |
| 1993 | Younger and Younger                      | ZigZag Lilian                        | |
| 1993 | The Waiter                               | Professora                           | |
| 1994 | Mirror, Mirror 2: Raven Dance            | Roslyn                               | |
| 1994 | Prêt-à-porter                            | Sissy Wanamaker                      | |
| 1995 | The Point of Betrayal                    | Veu en la TV                         | |
| 1996 | És la meva festa                         | Sara Hart                            | |
| 1997 | The Lay of the Land                      | Mary Jane Dankworth                  | |
| 1997 | The Maze                                 | Vivian                               | |
| 1999 | Live Virgin                              | Quaint                               | |
| 2001 | Women of the Night                       | Mary                                 | |
| 2004 | Open House                               | Marjorie Milford                     | |
| 2004 | Ugly                                     | mare de Gwen                         | Curt |
| 2005 | Boynton Beach Club                       | Sandy                                | |
| 2008 | Delgo                                    | Narradora                            | |
| 2011 | Night Club                               | Dorothy                              | |
| 2013 | Joan's Day Out                           | Joan                                 | Curt |
| 2014 | Reach Me                                 | Flo                                  | |
| 2014 | A Place for Heroes                       | Maureen                              | |
| 2014 | His Neighbor Phil                        | Bernadette                           | |
| 2014 | The Remake                               | Tia Peg                              | |

### Televisió
| Any  | Títol                                           | Paper                               | Notes |
| ---- | ----------------------------------------------- | ----------------------------------- | --- |
| 1960 | Bachelor Father                                 | Waitress                            | Episodi: "Kelly and the College Man" (1960) |
| 1961 | Lock-Up                                         | Cubbie Borden                       | Episodi: "His Brother Keeper" (1961) |
| 1961 | Surfside 6                                      | Roxy                                | Episodi: "Invitation to a Party" (1961) |
| 1962 | Cheyenne''                                      | Lottie Durango                      | Episodi: "The Durango Brothers" (1962) |
| 1963 | Twilight Zone                                   | Treballadora oficina                | Episodi: "Miniature" (1963) |
| 1963 | I'm Dickens, He's Fenster                       | Margo Carlyle                       | Episodi: "The Bet" (1963) |
| 1963 | The Lloyd Bridges Show                          | Sally                               | Episodi: "The Sheridan Square" (1963) |
| 1963 | The Adventures of Ozzie & Harriet"              | Miss Winters                        | Episodi: "Decorating David's Office" (1963) |
| 1963 | The Many Loves of Dobie Gillis                  | Amelia                              | Episodi: "The Call of the Like Wild" (1963) |
| 1963 | My Three Sons                                   | Helga Willumsen                     | Episodi: "Steve and the Viking" (1963) |
| 1963 | The Outer Limits                                | Judith Bellero / Ingrid Larkin      | Episodis: "The Human Factor" (1963)... Ingrid Larkin "The Bellero Shield" (1964)... Judith Bellero                                               |
| 1964 | The Movie Maker                                 |                                     | Telefilm |
| 1964 | The Greatest Show on Earth                      | Judith                              | Episodi: "This Train Don't Stop Till It Gets There" (1964)                                                                                       |
| 1964 | Slattery's People                               | Della Murphy                        | Episodi: "Question: What Are You Doing Out There, Waldo?" (1964)                                                                                 |
| 1964 | Bob Hope Presents the Chrysler Theatre          | Germana Margaret / Jerrie           | Episodis: - "Parties to the Crime" (1964) ... Sister Margaret "A Slow Fade to Black" (1964) ... Jerrie                                           |
| 1964 | Twelve O'Clock High'                            | Tinent Libby MacAndrews             | Episodis: "The Men and the Boys" (1964) "Those Who Are About to Die" (1965)                                                                      |
| 1965 | The Rogues                                      | Ilsa Huntington                     | Episodi: "Bless You, G. Carter Huntington" (1965)                                                                                                |
| 1965 | The Alfred Hitchcock Hour                       | Sally Benner                        | Episodi: "Thou Still Unravished Bride" (1965) |
| 1965 | Kraft Suspense Theatre                          | Jean Severin                        | Episodi: "Connery's Hands" (1965) |
| 1965 | Seaway                                          | Aline Svenson                       | Episodi: "Bonhomme Richard" |
| 1965 | Ben Casey                                       | Barbara Ames / Elaine Stone         | Episodis: "The Bark of a Three-Headed Hound" (1964) ... Elaine Stone "You Wanna Know What Really Goes on in a Hospital?" (1965) ... Barbara Ames |
| 1966 | A Man Called Shenandoah                         | Phil Bartlett                       | Episodi: "Run, Killer, Run" (1966) |
| 1966 | The Legend of Jesse James                       | Kate Mason                          | Episodi: "The Lonely Place" (1966) |
| 1966 | I Spy                                           | Angela                              | Episodi: "My Mother, the Spy" (1966) |
| 1966 | Star Trek                                       | Dr. Elizabeth Dehner                | Episodi: "Where No Man Has Gone Before" |
| 1966 | That Girl                                       | Sandy Stafford                      | Episodi: "Break a Leg" (1966) |
| 1967 | T.H.E. Cat                                      | Maya Leandro                        | Episodi: "Matter Over Mind" (1967) |
| 1967 | Tarzan                                          | Ilona                               | Episodi: "The Circus" (1967) |
| 1967 | Insight                                         | Ellen                               | Episodi: "The Thousand-Mile Journey" (1967) |
| 1967 | Coronet Blue                                    | Polly                               | Episodi: "The Flip Side of Timmy Devon" (1967)                                                                                                   |
| 1967 | Dundee and the Culhane                          | Cynthia                             | Episodi: "The Dead Man's Brief" (1967) |
| 1967 | The Invaders                                    | Laura Crowell                       | Episodi: "Labyrinth" (1967) |
| 1968 | Premiere                                        | Liz Higher                          | Episodi: "Higher and Higher" (1968) |
| 1969 | It Takes a Thief                                | Nina Gray                           | Episodi: " The Naked Billionaire" (1969) |
| 1969 | Hawaii Five-O                                   | Eleanor Kalakua                     | Episodi: "The Big Kahuna" (1969) |
| 1969 | Mannix                                          | Diana Walker                        | Episodi: "The Solid Gold Web" (1969) |
| 1970 | Bonanza                                         | Lotta Crabtree / Kathleen Walker    | Episodis: - "A Dollar's Worth of Trouble" (1966) ... Kathleen Walker "Return Engagement" (1970) ... Lotta Crabtree                               |
| 1978 | Great Performances                              | Maureen                             | Episodi: "Verna: USO Girl" (1978) |
| 1978 | She'll Be Sweet                                 | Veronica Stirling                   | Telefilm |
| 1978 | Centennial                                      | Lise Bockweiss                      | Minisèrie de televisió |
| 1980 | Big Blonde                                      | Hazel                               | Telefilm |
| 1981 | Saturday Night Live                             | ella mateixa                        | |
| 1982 | For Lover's Only                                | Emmy Pugh                           | Telefilm |
| 1983 | CBS Children's Mystery Theatre                  | Zoe                                 | Episodi: "Dirkham Detective Agency" (1983) |
| 1983 | Faerie Tale Theatre                             | Queen Natasha / Queen Farrah        | Episodi: "Sleeping Beauty" (1983) |
| 1983 | Dempsey                                         | Maxine Cates                        | Telefilm |
| 1983 | September Gun                                   | Mama Queen                          | Telefilm |
| 1984 | Hotel                                           | Lauren Webb                         | Episodi: "Lifelines" (1984) |
| 1985 | Secret Weapons                                  | Vera Malevich                       | Telefilm |
| 1985 | Murder Among Friends                            |                                     | Telefilm |
| 1986 | Tall Tales & Legends                            | Lucy                                | Episodi: "Ponce de Leon" (1986) |
| 1988 | CBS Summer Playhouse                            | Dr. Amy Hunter                      | Episodi: "Dr. Paradise" |
| 1990 | The Ray Bradbury Theatre                        | Clara Goodwater                     | Episodi: "Exorcism" (1990) |
| 1990 | Evening Shade                                   | Shelley Darling                     | Episodi: "Hooray for Wood" (1990) |
| 1991 | Victim of Beauty                                | Evelyn Ash                          | Telefilm |
| 1992 | Boris and Natasha: The Movie                    | Natasha Fatale                      | Telefilm |
| 1992 | Dinosaurs                                       | Pteranodon                          | Episodi: "Nature Calls" (1992) |
| 1993 | Murder, She Wrote                               | Junie Cobb                          | Episodi: "The Petrified Florist" (1993) |
| 1994 | Dream On                                        | Tracy                               | Episodi: "Blinded by the Cheese" (1994) |
| 1995 | Burke's Law                                     | Joyce Dowling                       | Episodi: "Who Killed Mr. Game Show?" (1995) |
| 1995 | P.C.H.                                          | Conseller                           | Telefilm |
| 1996 | High Society                                    | Frederica                           | Episodi: "Nip and Tuck" (1996) |
| 1996 | The Naked Truth                                 | Felicia Dane                        | Episodi: "Sisters in Sex Triangle with Gazillionaire!" (1996)                                                                                    |
| 1996 | Touched by an Angel                             | Aunt Augusta                        | Episodi: "Something Blue" (1996) |
| 1997 | Ink                                             | Birdie Tannen                       | Episodi: "The Debutante" (1997) |
| 1997 | Gun                                             | Frances                             | Episodi: "All the President's Women" (1997) |
| 1998 | Diagnosis Murder                                | Adele Botsford / Irene Stanton      | Episodis: "Woman Trouble" (1994) ... Irene Stanton "Drill for Death" (1998) ... Adele Botsford                                                   |
| 1998 | Columbo                                         | Liz Houston                         | Episodi: "Ashes to Ashes" (1998) |
| 1998 | Ancient Graves: Voices of the Dead              | Narrador                            | Telefilm |
| 1999 | Norm                                            | Kim                                 | Episodi: "Norm vs. Denby" (1999) |
| 1999 | The Noble Horse                                 | Narrador                            | Telefilm |
| 2000 | Bar Hopping                                     | Cassandra                           | Telefilm |
| 2002 | Verdict in Blood                                | Jutge Marcia Blackwell              | Telefilm |
| 2002 | In-Laws                                         | Sabrina                             | Episodi: "If You Can't Stand the Heat" (2002) |
| 2002 | Providence                                      | Nora Frank                          | Episodis: "Cloak & Dagger" (2002) "The Eleventh Hour" (2002)                                                                                     |
| 2007 | Masters of Science Fiction                      | The Watchbird                       | Minisèrie de televisió Episodi: "The Watchbird" (2007)                                                                                           |
| 2009 | The Wishing Well                                | Donette                             | Telefilm |
| 2011 | Law & Order: LA                                 | Landlady                            | Episodi: "Reseda" (2011) |
| 2011 | 90210                                           | Marla Templeton                     | Episodis: "Nerdy Little Secrets" (2011) "Women on the Verge" (2011)                                                                              |
| 2011 | Chemistry                                       | Lola                                | |
| 2012 | Unsupervised                                    | Principal Stark (veu)               | |
| 2013 | Workaholics                                     | Peggy                               | Episodi: "The Worst Generation" |
| 2013 | The High Fructose Adventures of Annoying Orange | Romaine Empress / Marshmallow Queen | Episodis: "Marshmallow Wedding" (2013)... Marshmallow Queen (veu) "Orange Julius Caesar" (2013)... Romaine Empress (veu)                         |
| 2013 | Deadtime Stories                                |                                     | Episodi: "Little Magic Shop of Horrors" (2013)                                                                                                   |
| 2013 | High School USA!                                | Dolores Barren                      | Episodis: "Adoption" (2013) "Rumsprinabreakers" (2013) "Sweet 16" (2013)                                                                         |
| 2014 | Maron                                           | Toni Maron                          | Episodis: "Dead Possum" (2013) "Mom Situation" (2014)                                                                                            |
| 2014 | The Young and the Restless                      | Constance Bingham                   | Primera aparició al novembre del 2013 |